# Мелешко, Иван
Ива́н Ива́нович Меле́шко (бел. Іван Мялешка) — государственный деятель Великого княжества Литовского, публицист, известный своею «Речью» обращённой к Сигизмунду III на Сейме в Варшаве.

## Споры об историчности
Достоверность исторического существования Ивана Мелешко некоторое время в конце XIX — в начале XX века подвергалась сомнению. Так, например, Н. Ф. Сумцов в своей статье «Речь Ивана Мелешка, как литературный памятник» и проф. М. К. Добрынин, считали, что «Речь Ивана Мелешко» является литературным памятником XVI века, политическим памфлетом, автор которого неизвестен.

В то же самое время первые исследователи «Речи», 
Ю.Немцевич, М.Вишневский, П. А. Кулиш, М. И. Костомаров — нисколько не сомневались, что «Речь Мелешки» была действительно произнесена на Варшавском сейме в 1589 г. смоленским каштеляном (комендантом крепости) Иваном Мелешко, как об этом сказано в названии самого произведения.
В поддержку исторического существования Ивана Мелешко также выступили известный белорусский исследователь Д. И. Довгялло и профессор Варшавского университета И. И. Первольф. Первольф в своем труде «Славяне, их взаимные связи и отношения» привёл доказательства исторического существования Ивана Мелешко, который действительно был каштеляном смоленским, но несколько позже в 1615—1623 годах.
Историческая наука в настоящее время позволяет более полно восстановить биографию Ивана-Ильи Мелешко.

## Биография
Сын слонимского маршалка Ивана Даниловича. Подкоморий мозырьский; с 1591 г. — подстароста слонимский; с 1602 г. — маршалок слонимский.
В 1605—1610 гг. — каштелян мстиславльский; в 1610—1615 гг. — берестейский; в 1615—1623 гг. — смоленский.
На сейме 1598 г. включен в состав комиссии по разграничению Мозырского повета и Киевского воеводства (его полномочия продлевались на сеймах 1609 и 1611).
Депутат на сейм 1605 года. В 1613 г. входил в состав сенаторского совета при Сигизмунде III Ваза.
На Слонимщине владел Девятковичами и Бусяжем, управлял Здитовской державой. В 1606, 1609 и 1621 гг. приобрел от Эстер, вдовы Ицхака Михелевича, И. Солтана и Л. Сапеги части имения Жировичи.
В 1613 г. инициировал создание униатского Жировичского Успенского монастыря, игуменом которого стал Иосафат Кунцевич. В 1613 и 1618 гг. передал монастырю и свою часть Жирович.

## «Речь Ивана Мелешко» и её авторство
«Речь Ивана Мелешко» представляет собой образец социально-политической сатиры, высмеивающей разнузданные нравы польской шляхты, погрязшей в коррупции и ханжестве. Автор возмущается результатами Люблинской унии и отстаивает интересы жителей Великого княжества Литовского (литовцев и белорусов), страдающих от польского угнетения.
Как уже говорилось, первые исследователи речи не сомневались ни в подлинности речи, ни в её авторстве. Согласно мнению Сумцова и Добрынина, речь была написана в XVI веке, но анонимным автором. С анонимностью автора согласен и Первольф, который, однако, относит речь к XVII веку, так как автор использует исторический персонаж уже бывшего к тому времени каштеляном (а возможно уже и умершего) Ивана Мелешко.
Интересную версию выдвинул П. Крапивин в своей статье «К вопросу о времени появления „Речи Ивана Мелешки“ и её авторстве». По его мнению, речь была составлена на основе записей, сделанных во время действительного выступления Ивана Мелешко на сейме в Варшаве, но не в 1589 году, как это указано в «Речи», а в 1609 году, когда Мелешко, будучи каштеляном мстиславльским выступал на сейме. Доказательством этого являются указания в самой речи, где жена Ивана Мелешко именуется «пани мстиславльская», а сам он значится представителем Мозырского повета, каким он значится и на сейме 1609 года. Таким образом, по мнению Крапивина, «Речь», скорее всего, была написана на основании заметок, сделанных очевидцем настоящей речи, но уже после смерти Ивана Мелешко, но до 1632 года, то есть до смерти Сигизмунда III.